# Daniel Naborowski
Daniel Naborowski (* 1573 in Krakau; † 1640 in Vilnius) war ein polnischer Schriftsteller des Barock.

## Leben
Naborowski entstammte einer calvinistischen Adelsfamilie und studierte Medizin und Rechtswissenschaft an der Krakauer Akademie sowie in Wittenberg, Basel, Orléans und Padua. In Italien lernte er Galileo Galilei kennen, in Deutschland Daniel Cramer. Nachdem er nach Polen-Litauen zurückgekehrt war, ging er an den Hof des Magnaten Janusz Radziwiłł, dessen Sekretär und Arzt er wurde. Er führte für diesen auch mehrere diplomatische Missionen aus und nahm zusammen mit ihm am Zebrzydowski-Aufstand teil. Nach dem Tod Janusz Radziwiłłs ging Naborowski an den Hof von Christoph Radziwiłł. Am Lebensende wurde er 1637 Stadtrichter von Vilnius. Das umfangreiche literarische Werk Naborowskis umfasst insbesondere lyrische Werke, Satiren und Epigramme. Zudem übersetzte er Werke von Francesco Petrarca ins Polnische.